# Bisbat de Trapani
El bisbat de Trapani (italià: bisbat de Trapani; llatí: Dioecesis Drepanensis) és una seu de l'Església catòlica, sufragània de l'arquebisbat de Palerm, que pertany a la regió eclesiàstica Sicília. El 2010 tenia 207.300 batejats d'un total de 208.084 habitants. Actualment està regida pel bisbe Pietro Maria Fragnelli.

## Història
La diòcesi va ser erigida el 31 de maig de 1844 mitjançant la butlla del Papa Gregori XVI, a partir de territori de la diòcesi de Mazara del Vallo.
El territori originàriament comprenia Trapani, Monte San Giuliano (ara Erice), Paceco, Xitta, Favignana i Pantelleria.
El 15 de setembre de 1950 s'aprovaren diverses variacions territorials: la diòcesi s'annexionà les ciutats d'Alcamo, Calatafimi e Castellammare del Golfo, que pertanyien a la diòcesi Mazara del Vallo, a la qual li va ser restituïda la jurisdicció sobre l'illa de Pantelleria.

## Cronologia episcopal
- Vincenzo Maria Marolda, C.SS.R. † (22 de juliol de 1844 - 3 d'octubre de 1851)
- Vincenzo Ciccolo Rinaldi † (27 de juny de 1853 - 8 de juliol de 1874 mort)
- Giovanni Battista Bongiorno, C.O. † (21 de desembre de 1874 - 22 de setembre de 1879 nomenat bisbe de Caltagirone)
- Francesco Ragusa † (22 de setembre de 1879 - 8 d'abril de 1895 mort)
- Stefano Gerbino di Cannitello, O.S.B. † (29 de novembre de 1895 - abril de 1906 dimití)
- Francesco Maria Raiti, O.Carm. † (6 de desembre de 1906 - 1 de maig de 1932 mort)
- Ferdinando Ricca † (12 d'agost de 1932 - 3 d'abril de 1947 mort)
- Filippo Iacolino † (10 de novembre de 1947 - 21 de juliol de 1950 mort)
- Corrado Mingo † (17 de desembre de 1950 - 28 d'abril de 1961 nomenat arquebisbe de Monreale)
- Francesco Ricceri † (15 de maig de 1961 - 31 de juliol de 1978 ritirato)
- Emanuele Romano † (31 de juliol de 1978 succeduto - 8 de setembre de 1988 retirat)
- Domenico Amoroso, S.D.B. † (8 de setembre de 1988 - 18 d'agost de 1997 mort)
- Francesco Miccichè (24 de gener de 1998 - 19 de maig de 2012 alleujat))
  - Alessandro Plotti (19 de maig de 2012 - 24 de setembre de 2013) (administrador apostòlico)
- Pietro Maria Fragnelli, des del 24 de setembre de 2013

## Estadístiques
A finals del 2010, la diòcesi tenia 207.300 batejats sobre una població de 208.084 persones, equivalent al 99,6% del total.
| any  | població | població | població | sacerdots | sacerdots       | sacerdots       | sacerdots             | diaques | religiosos | religiosos | parroquies |
| ---- | -------- | -------- | -------- | --------- | --------------- | --------------- | --------------------- | ------- | ---------- | ---------- | ---------- |
| any  | batejats | total    | %        | total     | clergat secular | clergat regular | batejats por sacerdot | diaques | homes      | dones      |            |
| 1950 | 139.100  | 139.603  | 99,6     | 86        | 50              | 36              | 1.617                 |         | 43         | 228        | 30         |
| 1970 | 207.043  | 209.659  | 98,8     | 114       | 113             | 1               | 1.816                 |         | 50         |            | 76         |
| 1980 | 199.000  | 203.200  | 97,9     | 144       | 95              | 49              | 1.381                 | 1       | 56         | 334        | 82         |
| 1990 | 199.000  | 203.575  | 97,8     | 132       | 85              | 47              | 1.507                 | 1       | 54         | 266        | 94         |
| 1999 | 204.350  | 204.455  | 99,9     | 124       | 80              | 44              | 1.647                 | 4       | 48         | 228        | 87         |
| 2000 | 203.207  | 204.157  | 99,5     | 125       | 80              | 45              | 1.625                 | 5       | 54         | 229        | 94         |
| 2001 | 202.490  | 203.584  | 99,5     | 122       | 76              | 46              | 1.659                 | 5       | 52         | 217        | 94         |
| 2002 | 203.408  | 203.424  | 100,0    | 123       | 77              | 46              | 1.653                 | 8       | 50         | 226        | 94         |
| 2003 | 203.401  | 203.415  | 100,0    | 116       | 73              | 43              | 1.753                 | 8       | 49         | 210        | 94         |
| 2004 | 197.982  | 202.018  | 98,0     | 117       | 73              | 44              | 1.692                 | 10      | 50         | 164        | 94         |
| 2010 | 207.300  | 208.084  | 99,6     | 112       | 77              | 35              | 1.850                 | 17      | 43         | 171        | 94         |